# 田中美央
田中 美央（たなか みおう、1974年〈昭和49年〉7月4日 - ）は、日本の俳優、声優。兵庫県神戸市北区出身。身長183cm。エンパシィ所属。

## 来歴
兵庫県立宝塚北高等学校演劇科を卒業後、大阪芸術大学舞台芸術学部に入学。卒業後、映画好きの父、音楽好きの母の影響から本格的に舞台俳優を目指し劇団俳優座研究所に入所。
研究生期間3年、準座員3年の6年間の修業期間を経て、劇団員に昇格。1998年から劇団俳優座演技部に所属。2022年2月退団。
2022年3月よりエンパシィに所属。

## 人物
不定期活動バンド『Air Language』のベーシストでもある。
音域はハイバリトン。
吹き替えではベネディクト・ウォンを担当。

## 出演

### 舞台

#### エンパシィ公演
2022年
- 名作リーディング劇場 田中千禾夫作『笛』(銀座博品館劇場)

#### 外部出演
- 東宝ミュージカル『王様と私』
- 国際交流フォーラム『三輪―MIWA―』
- 『クリシュタンマナス』（中野ザ・ポケット）

2006年
- 東京芸術センター『ザッツ! ヴェニスの商人』
- 俳優座劇場プロデュース『東京原子核クラブ』（俳優座劇場、演出：宮田慶子）

2007年
- 『ボールは高く雲に入り』（俳優座劇場、演出：菊池准）

2008年
- 俳優座劇場プロデュース『東京原子核クラブ』（俳優座劇場〜地方、演出：宮田慶子）

2009年
- 俳優座劇場プロデュース『東京原子核クラブ』（地方、演出：宮田慶子）
- 『ちきゅうばこ』（座・高円寺）

2010年
- 俳優座劇場プロデュース『東京原子核クラブ』（地方、演出：宮田慶子）

2012年
- 俳優座劇場プロデュース『東京原子核クラブ』（地方、演出：宮田慶子）

2016年
- 『ふたごの星』（座・高円寺）演出：佐藤信
- 浅利慶太プロデュース公演『この生命誰のもの』（自由劇場）潤色・演出:浅利慶太

2018年
- 『神舞の庭』（宮崎県立芸術劇場）作：長田育恵
- 『有頂天団地』（新橋演舞場）演出：マギー( - 2019年)

2019年
- ミュージカル『HARU』（赤坂ACTシアター）演出：栗山民也

2021年
- 『アメリカン・ラプソディ』(座・高円寺)演出：佐藤信

2023年
- 歌と物語と音楽と『異国ラビリンス』（ドルチェ・アートホールOsaka）

2026年
- 日生劇場ファミリーミュージカル「音楽劇 ロドリゴ・ラウバンと従者クニルプス」（日生劇場）脚本:長田育恵、演出:稲葉賀恵

#### 俳優座公演
1998年
- （ - 再演）『黄金色の夕暮』（作：山田太一）

1999年
- 『ロボット』
- 『千鳥』
- 『伊能忠敬物語』

2001年
- 『僕の東京日記』
- 『坊ちゃん』
- （ - 再演）『十二夜』

2004年
- 『蒼ざめた馬』（俳優座稽古場）

2005年
- 『三ちゃんと梨枝』（シアターΧ）

2006年
- 『野火』（俳優座稽古場）

2007年
- 『リビエールの夏の祭り』（俳優座劇場）

2009年
- 『夏光線』（俳優座稽古場）
- 『リビエールの夏の祭り』（地方）

2011年
- 『妻の家族』（俳優座稽古場）
- 『ある馬の物語』（あうるすぽっと、演出：眞鍋卓嗣） - セルプホフスコーイ公爵 役

2012年
- 『カラマーゾフの兄弟』（俳優座劇場、演出：中野誠也）

2014年
- 『七人の墓友』（紀伊国屋ホール、演出：佐藤徹也）

2019年
- 『七人の墓友』（地方公演）演出：佐藤徹也

### 映画
- アカシアの町（2000年） - 田中豊 役[9]
- 伊能忠敬 子午線の夢（2001年）[10]
- Living Will（2001年、第24回ぴあフィルムフェスティバル[11]・PFFアワード2002年入選作品[12]） - 主演・マナブ 役[13]

2015年
- 日本のいちばん長い日 - 荒尾興功 役

2016年
- 海賊とよばれた男

2017年
- 関ヶ原 - 可児才蔵 役

2018年
- 検察側の罪人 - 小池孝昭 役

2022年
- 大河への道 - 伊能忠敬の測量隊（令和）吉山朗 / （江戸）吉之助（二役）
- ヘルドッグス- 俵谷一房 役
- キングダム2 遥かなる大地へ- 渕 役

2023年
- キングダム 運命の炎 - 渕 役
- バイオハザード：デスアイランド - ビデオコンテ アクター

2024年
- キングダム 大将軍の帰還 - 渕 役

2025年
- Demon City 鬼ゴロシ（2025年2月27日、Netflix） - 竹本誉 役
- 裏社員。-スパイやらせてもろてます‐（5月2日）
- 雪風 YUKIKAZE（8月15日） -大和 艦長・有賀幸作 役

2026年
- キングダム 続編 - 渕 役(2026年夏 公開)

### 特撮
2020年
- 魔進戦隊キラメイジャー（ラグビー邪面の声）

2021年
- 魔進戦隊キラメイジャー THE MOVIE ビー・バップ・ドリーム（ラグビー邪面の声）

2023年
- ゴジラ-1.0 - 堀田辰雄 役

2024年
- ウルトラマンブレーザー THE MOVIE 大怪獣首都激突 - ニトウ 役
- 仮面ライダーガヴ（グラニュート・アーリーの声）

2025年
- ナンバーワン戦隊ゴジュウジャー（人気者ノーワンの声）

### テレビドラマ
- 冤罪（TBSテレビ）
  - 第1作（2000年3月13日）
  - 第4作（2003年6月30日）
- 水曜ミステリー9　刑事の証明 第5作（2013年2月13日、テレビ東京）
- 月曜ゴールデン　魔性の群像 刑事・森崎慎平 第1作（2013年7月1日、TBSテレビ） - 黒田義之（本木の教え子） 役
- 大河ドラマ（NHK）
  - おんな城主 直虎（2017年） - 奥山六左衛門 役（番組宣伝のナレーションも担当）
  - いだてん〜東京オリムピック噺〜（2019年） - 山本忠興 役
  - 青天を衝け（2021年） - 田沼意尊 役
  - どうする家康（2023年） - 岡部元信 役
- ゼブラ（2019年、CBCテレビ・dTVチャンネル） - 梨田正順 役
- 将軍刑事（2018年） - 近藤大介 役
- 連続テレビ小説（NHK）
  - スカーレット 第118回・第119回・第129回・第134回・第140回・第141回・第147回・最終回（2020年2月20日・21日・3月4日・10日・17日・18日・25日・28日） - 住田秀樹 役[23]
  - 虎に翼 第82回・第83回・第86回 - 第89回・第92回（2024年7月23日・24日・29日 - 8月1日・6日）- 一柳忠義（検察官） 役[24][25]
- パンドラの果実科学犯罪捜査ファイル Season1 第4話（2022年5月14日、日本テレビ） - 芹沢道夫 役
- ファーストペンギン!（2022年10月5日 - 12月7日、日本テレビ） - 大島大三（ダイさん）役
- 相棒 season22 第1話・第2話（2023年10月18日・25日、テレビ朝日） - 御法川誠太郎 役
- 花咲舞が黙ってない 第3シリーズ 第7話（2024年5月25日、日本テレビ） - 岩田康一 役[26][27]
- Believe-君にかける橋- 第6話・第7話（2024年5月30日・6月6日、テレビ朝日） - 松村（国立警察署 係長） 役
- 月曜プレミア8 今野敏サスペンス 警視庁強行犯係 樋口顕 第15作「遠火」（2024年11月25日、テレビ東京） - 永山徹 役[28][29]
- 木曜劇場 日本一の最低男 ※私の家族はニセモノだった 第7話・第8話・第10話（2025年2月20日・27日・3月13日、フジテレビ） - 剣持武流 役[30]
- 火曜9時枠 スティンガース 警視庁おとり捜査検証室 第3話（2025年8月5日、フジテレビ） - 村本 役[31]

### テレビその他
- 釣りびと万歳（2018年1月21日、NHK デジタル衛星ハイビジョン） - 釣り人[32]

### ラジオドラマ
- FMシアター（NHK-FM）
  - 『家族を因数分解』(2023年9月16日) - 紘一（奏の父） 役[33]
  - 『大きな湖の小さな島で』（2025年7月19日） - ごっちゃん先生 役[34]
- 青春アドベンチャー（NHK-FM）
  - 「四日間家族」（2024年10月28日 - 11月8日、原作：川瀬七緒、脚色：三上幸四郎） - 猪ノ口和則 役[35]

### テレビCM
2013年
- サントリー『伊右衛門特茶（トクホ）』（ - 2018年）

2015年
- LEVEL∞
- ライブ・スペクタクル『NARUTO -ナルト-』NARUTO新時代開幕プロジェクト
- 久光製薬『フェイタスZジクサス』

2016年
- サントリー『伊右衛門特茶カフェインゼロ（トクホ）』
- 遊☆戯☆王 遊戯王OCG デュエルモンスターズ STRUCTURE DECK R - 巨神竜復活
- 吉野家『吉野家築地一号店物語』 (牛丼100年編・牛丼妄想編)

2021年
- サッポロビール ゴールドスター - ナレーション

### テレビアニメ
2015年
- うしおととら（担任の教師）
- コンクリート・レボルティオ〜超人幻想〜（マスター）
- 遊☆戯☆王ARC-V（バレット）

2016年
- デジモンユニバース アプリモンスターズ（飛鳥龍太郎）
- 夏目友人帳 伍（モサモサした妖怪）
- ベイブレードバースト（灼炎寺武竜）

2020年
- キングダム（2020年 - 2021年、汗明）
- 富豪刑事 Balance:UNLIMITED（足利〈太陽になけ！〉）

2021年
- NOMAD メガロボクス2（チーフ）

2022年
- 幻想三國誌 -天元霊心記-（張武）
- 平家物語（熊谷直実）

2023年
- TRIGUN STAMPEDE（デスク）
- 豚のレバーは加熱しろ（大男）

2024年
- ニンジャラ（天狗）
- 怪獣8号（2024年 - 2025年、乃木坂十蔵） - 2シリーズ

2025年
- クレバテス-魔獣の王と赤子と屍の勇者-（マルゴ、ナレーション）

### 劇場アニメ
2019年
- ドラゴンクエスト・ユア・ストーリー(トム)

2020年
- BURN THE WITCH（ロイ・B・ディッパー）

2023年
- クリード 過去の逆襲 短編アニメ（チャールズ）

2024年
- 機動戦士ガンダムSEED FREEDOM（コジロー・マードック）
- 好きでも嫌いなあまのじゃく（八ツ瀬幹雄）※Netflix世界独占配信・日本劇場公開

### OVA
- 機動戦士ガンダム THE ORIGIN（2018年、リュウ・ホセイ[43]） - 2019年に再編集作品『THE ORIGIN 前夜 赤い彗星』テレビ放送

### Webアニメ
- ライジングインパクト season1・season2（2024年、マーリン・オルブライト）

### ゲーム
2010年
- メタルギアソリッド ピースウォーカー（敵指揮官ある馬いてまえ）※ビッグ・ボスのモーションアクター兼務

2015年
- ダンジョンストライカー

2017年
- 四女神オンライン CYBER DIMENSION NEPTUNE（ミノタウロス）
- 龍が如く 極2（植松彰信）

2019年
- JUDGE EYES:死神の遺言 新価格版（羽村京平）

2020年
- 龍が如く7 光と闇の行方（天童陽介）
- アサシン クリード ヴァルハラ（ハルフダン）

2023年
- モンスターストライク（汗明）
- 龍が如く7外伝 名を消した男（天童陽介）

2025年
- 龍が如く8外伝 Pirates in Hawaii（レイモンド・ロー）

### 吹き替え

#### 担当俳優
ベネディクト・ウォン
- 三体（ダーシー）※Netflix版
- マーベル・シネマティック・ユニバース（ウォン）
  - ドクター・ストレンジ
  - アベンジャーズ/インフィニティ・ウォー
  - アベンジャーズ/エンドゲーム
  - ホワット・イフ...?
  - シャン・チー/テン・リングスの伝説
  - スパイダーマン:ノー・ウェイ・ホーム
  - ドクター・ストレンジ/マルチバース・オブ・マッドネス
  - シー・ハルク:ザ・アトーニー

#### 映画（吹き替え）
2005年
- レント（トム・コリンズ〈ジェシー・L・マーティン〉）

2016年
- アリス・イン・ワンダーランド/時間の旅（オレロン王〈リチャード・アーミティッジ〉）
- ピートと秘密の友達（ジーン・デントラー保安官〈イザイア・ウィットロック・Jr〉）

2017年
- 美女と野獣（ペール・ロベール〈レイ・フィアロン〉）
- フレンチ・ラン（ラフィ・ベルトラン〈ティエリ・ゴダール〉）

2018年
- Merry Christmas! 〜ロンドンに奇跡を起こした男〜（フォースター / 現在の幽霊）

2019年
- ウォンテッド（ブッチャー〈ダト・バフタゼ〉）※BSテレ東版
- ジョーカー（アルフレッド・ペニーワース〈ダグラス・ホッジ〉）

2021年
- スイートガール（ジョン・ロスマン〈マイケル・レイモンド＝ジェームズ〉）

2023年
- ブラック・デーモン 絶体絶命（チャト〈フリオ・セサール・セディージョ〉）

2024年
- ゴジラxコング 新たなる帝国（ハリス〈ロン・スミック〉）
- ツイスターズ（デクスター〈トゥンデ・アデビンペ〉）

2025年
- ジュラシック・ワールド（ヴィック・ホスキンス〈ヴィンセント・ドノフリオ〉）※ザ・シネマ版
- ミッキー17（アーカディ〈キャメロン・ブリットン〉）
- 冒険者たち（ローラン・ダルバン〈リノ・ヴァンチュラ〉）※スターチャンネル版

#### ドラマ
2002年
- WITHOUT A TRACE/FBI 失踪者を追え!

2010年
- クローザー シーズン6、7 （デレク本部長）

2015年
- Major Crimes 〜重大犯罪課 シーズン4（ケニー）

2017年
- アイアン・フィスト（ブラス・ボディ〈デイヴ・バウティスタ〉）

2019年
- フォッシー&ヴァードン 〜ブロードウェイに輝く生涯〜（サイ・フューアー〈ポール・ライザー〉）

2020年
- ハント・フォー・キラー 狂気の呼び声（トール・ルンド）
- Face to Face -尋問-（リカート〈セーアン・メリング〉）
- ロング・ナイト 沈黙的真相（スン・チュアンフー）

2021年
- クラリス（ポール・クレンドラー〈マイケル・カドリッツ〉）
- ジャスト・ビヨンド 怪奇の学園 #7「夢のような町」（ナレーター）
- BULL / ブル 法廷を操る男 ザ・ファイナル（ノーラン）
- ベイカー街探偵団（バード・マスター〈アーサー・ヒルトン〉）

2022年
- ジ・オファー / ゴッドファーザーに賭けた男（フランシス・フォード・コッポラ〈ダン・フォグラー〉）
- フィアー・ザ・ウォーキング・デッド シーズン7 #9（ポール）

2023年
- 黒い森 殺人事件（マルク〈ティエリ・ゴダール〉）
- グッド・ドクター 名医の条件 シーズン6（ヴィクター・パヴロヴィッチ）
- マルプラクティス〜陰謀の処方箋〜（レオ・ハリス〈ジェームズ・ピュアフォイ〉）

2024年
- エルズベス（フレッド・セレタノ〈ダニー・マッカーシー〉）
- お騒がせ探偵!スペンサー・シスターズ #8（チャーリー）
- レッド・クイーン（ジョン・グティエレス〈ホビク・ケウチケリアン〉
- ワイルドカード〜捜査バディは天才詐欺師!?〜 #7（クリストファー・レイ）

2025年
- エンド・オブ・パリ（マティス〈ジェレミー・コヴィロー〉）
- フォー・シーズンズ（ダニー〈コールマン・ドミンゴ〉）

#### ドキュメンタリー・ショー
- ブリティッシュ ベイクオフ 第4シリーズ（2024年 グレン、ジュゼッペ) ※NHK放送版

#### アニメ
2017年
- ラプンツェル ザ・シリーズ（ランス・ストロングボウ）

2019年
- ヒックとドラゴン 聖地への冒険（スパイト）

2020年
- しろくまノーム ニューヨークへ（ノーム）
- トランスフォーマー:ウォー・フォー・サイバトロン・トリロジー 第2章 アースライズ（ユニクロン）

2021年
- ことりのロビン（ネズミパパ）

2023年
- ドゥーニャとアレッポのお姫様（アブド）

2024年
- イワジュ（ボデ）※Disney+独占
- アドベンチャー・ウィズ・スーパーマン（ペリー・ホワイト/ムッシュ・マラー）

2025年
- 野生の島のロズ（ソーン）
- スポンジ・ボブ（マッドクラブ団長）

#### DVD
- 警視庁『振り込め詐欺被害からお客さまを守る声掛けマニュアル』（2013年）
- 国税庁『予防講話職場研修用DVD』（2013年）

#### 舞台挨拶
2022年
- 『大河への道』初日舞台挨拶（5月20日）
- 『ヘルドッグス』沼がたりティーチインイベント第二弾（10月5日）

2023年
- 『キングダム 運命の炎』大ヒット御礼舞台挨拶「飛信隊のことは渕さんに聞け！」（8月17日）

2024年
- 『ゴジラ-1.0』大ヒット御礼白黒舞台挨拶（1月12日）
- ゴジラ70周年×モンスター・ヴァース10周年記念

「GODZILLA ANNIVERSARY NIGHT」（4月18日）
- 『ゴジラ-1.0』海神作戦応援乗船 第1回（4月19日）・第2回（4月26日）
- 『キングダム 大将軍の帰還』「～皆の背中には常にこの王騎がついてますよ！～飛信隊特殊任務！応援上映」（8月30日）

2025年
- 映画『雪風 YUKIKAZE』完成披露上映会 舞台挨拶  (7月9日)

#### イベント
2024年
- 「キングダム 大将軍の帰還」前夜祭（7月11日）
- 伊福部昭 生誕110周年記念コンサート「伊福部昭 FANTASY WORLD」（8月31日） - 司会

2025年
- 春の全国交通安全運動・特殊詐欺撲滅キャンペーン 神奈川県旭警察署 1日警察署長 (4月5日)
- 箕輪町発足70周年記念事業「フィルムフェスティバル」 ゲストトークショー（8月9日）

## ディスコグラフィー
2021年
- El Canto del Colibrí (Chief Ver.)

（NOMAD メガロボクス２ オリジナルサウンドトラック）

### シリーズ一覧
1. ↑  第1期（2024年）、第2期（2025年）

### 初出話一覧
1. ↑  第0話初出
2. ↑  第3話初出
3. ↑  第116話初出
4. ↑  第14話初出
5. ↑  第11話初出
6. 1 2  第1話初出